# 佐川和正
佐川 和正（さがわ かずまさ、1975年11月18日 - ）は、日本の俳優、声優。愛媛県松山市出身。身長175cm。劇団文学座所属。
趣味は読書、絵画鑑賞。特技は万年筆画。2000年に文学座付属演劇研究所入所、2005年に座員となる。

## 出演

### 舞台
- ベンゲット道路（2002年3 - 4月 文学座アトリエ 演出：西川信廣）- 第十二の男 役 ※初舞台
- 伯爵夫人（2003年7月 俳優座劇場 演出：高瀬久男）
- リチャード三世（2003年11月 世田谷パブリックシアター 演出：レオン・ルービン）- 貴族／兵士／市民 役
- 世紀末のカーニバル（2004年2月 紀伊國屋サザンシアター 演出：木村光一）- マリオ・ナガセ 役
- 時の物置（2004年6月 世田谷パブリックシアター 演出：江守徹）- 新庄秀星 役
- ぬけがら（2005年5月 文学座アトリエ 演出：松本祐子）
- 恋ぶみ屋一葉（2005年10月 新橋演舞場 演出：江守徹）
- アルバートを探せ（2005年12月 文学座アトリエ 演出：西川信廣）- 梁東星 役
- 流星に捧げる（2006年3月 紀伊國屋サザンシアター 演出：木村光一）- 鈴木さんご 役
- 東京原子核クラブ（2006年7月 俳優座劇場 演出：宮田慶子）- 小森敬文 役
- ヴェニスの商人（2007年8-9月 天王洲銀河劇場 演出：グレゴリー・ドーラン）- 従者／役人他 役
- 長崎ぶらぶら節（2008年1-3月 東京芸術劇場他 演出：鵜山仁）
- 東京原子核クラブ（2008年8-9月 俳優座劇場、地方公演 演出：宮田慶子）- 小森敬文 役 ※再演
- 定年ゴジラ（2009年11月 紀伊国屋サザンシアター 演出：西川信廣）- モリナガ 役
- 釣堀にて（2010年1月 芸能花伝舎 演出：中村哮夫） ※リーディング
- 帝銀事件の頃（2010年4月 笹塚ファクトリー 演出：和田小太郎）
- 美しきものの伝説（2011年2月 紀伊國屋サザンシアター 演出：西川信廣）- 久保栄 役
- 櫻の木の上 櫻の木の下（2011年3月 サイスタジオ小茂根 演出：湯澤公敏）
- 東京原子核クラブ（2011年5月 俳優座劇場、地方公演 演出：宮田慶子）- 小森敬文 役 ※再演
- ホスピタルビルド2011（2011年7月 中目黒キンケロ・シアター 演出：和田小太郎）- 野崎修一 役
- MEMORIES テネシー・ウィリアムズ［1幕劇一挙上演］（2011年12月 文学座アトリエ 演出：靏田俊哉）
- 名も知らぬ遠き島より（2012年2月 サイスタジオ小茂根 演出：小笠原響）- 松坂 役
- エゲリア（2012年9月 吉祥寺シアター 演出：西川信廣）- 岡本太郎 役
- るつぼ（2012年10-11月 新国立劇場 演出：宮田慶子）- エゼキエル・チーヴァー 役
- 日本橋（2012年12月 日生劇場 演出：坂東玉三郎）- 医学士内藤 役
- セールスマンの死（2013年2-3月 あうるすぽっと 演出：西川信廣）- バーナード 役
- 十字軍（2013年4月 文学座アトリエ 演出：稲葉賀恵）- イスマイル 役
- 殿様と私（2013年10-12月 地方公演 演出：西川信廣）- 白河義知 役
- 流れゆく庭 −あるいは方舟−（2014年3月 赤坂RED/THEATER 演出：古城十忍）
- ヴェニスの商人（2014年5-6月 新モリヤビル第1稽古場、早稲田大学小野記念講堂 演出：西川信廣） ※リーディング
- 釣堀にて（2014年5月 伝承ホール 演出：中村哮夫） ※朗読
- 三文オペラ（2014年9月 新国立劇場 演出：宮田慶子）- スミス 役
- コリオレーナス（2014年11月 文学座アトリエ 演出：西川信廣）※リーディング
- 祝祭（2015年7月 下北沢小劇場B1 演出：林田一高）- カタオカ局長 役
- 二人だけのお葬式～かの子と一平～（2015年9月 青年座劇場 演出：金澤菜乃英）- 恒松安夫 役
- 再びこの地を踏まず −異説・野口英世物語−（2015年11月 紀伊国屋サザンシアター他 演出：西川信廣）- 奥住亀吉 役
- 春疾風（2016年3月 紀伊国屋ホール 演出：藤原新平）- 佐瀬祐一 役
- セールスマンの死（2016年5-8月 地方公演 演出：西川信廣）- バーナード 役 ※再演
- 弁明（2016年9月 文学座アトリエ 演出：上村聡史）- ピーター 役
- ヘンリー四世（2016年11-12月 新国立劇場 演出：鵜山仁）- 神父マイクル／噂／給仕人／クレランス公トマス他 役
- 食いしん坊万歳！～正岡子規青春狂詩曲～（2017年2月 紀伊國屋サザンシアター 演出：西川信廣）- 正岡子規 役
- 冒した者（2017年9月 文学座アトリエ 演出：上村聡史）- 省三 役
- プライムたちの夜（2017年11月 新国立劇場 演出：宮田慶子）- ウォルター（プライム） 役
- やとわれ仕事（2017年11月 新国立劇場 演出：宮田慶子）- ティム 役 ※リーディング
- 岸 リトラル（2018年2-3月 シアタートラム他 演出：上村聡史）- サベ／検死医／叔父ミシェル／医者／ハキム他 役
- 再びこの地を踏まず −異説・野口英世物語−（2018年9-10月 地方公演 演出：西川信廣）- 奥住亀吉 役 ※再演
- 鯨（2018年12月 参宮橋トランスミッション 演出：染谷歩）- ロベルト 役
- 寒花（2019年3月 紀伊國屋サザンシアター 演出：西川信廣）
- オレステイア（2019年6月 新国立劇場 演出：上村聡史）
- 夜叉ヶ池（2023年5月 PARCO劇場 演出：森新太郎）-  黒和尚鯰入/鹿見宅膳役
- ハムレットQ1（2024年5月- 6月、PARCO劇場他 演出：森慎太郎）[2]

### 声優
- ゲド戦記（2006年7月）- 役名なし
- コクリコ坂から（2011年7月）- 役名なし
- 風立ちぬ（2013年7月）- 役名なし

### 吹き替え
- アストリッドとラファエル 文書係の事件録（サミ・グルメ〈ドミニク・エンゲルハート〉）

### ラジオドラマ
- 青春アドベンチャー （NHK-FM）
  - 『あずかりやさん』（2019年11月11日 - 15日）[3]